# São José Esporte Clube (femminile)
Il São José Esporte Clube, meglio noto come São José, è una squadra di calcio femminile brasiliana con sede nella città di São José dos Campos. Milita nella Série A brasiliana, la massima serie del campionato brasiliano femminile di calcio. Ha vinto per tre volte la Coppa Libertadores e ha vinto l'ultima edizione del campionato internazionale femminile per club nel 2014.

## Palmarès

### Competizioni nazionali
- Coppa del Brasile: 3

2012, 2013

### Competizioni internazionali
- Coppa Libertadores: 3

2011, 2013, 2014
- Campionato internazionale femminile per club: 1

2014